# Secret Garden (альбом)
Secret Garden (с англ. — «Секретный Сад»; кор. 비밀정원) — пятый мини-альбом южнокорейской гёрл-группы Oh My Girl. Был выпущен 9 января 2018 года компанией WM Entertainment и распространён Loen Entertainment. Альбом содержит пять песен, в том числе ведущий сингл «Secret Garden».

## Предпосылки
30 октября WM Entertainment подтвердил, что из-за продолжающихся проблем со здоровьем было решено, что контракт ДжинИ будет расторгнут, поэтому она официально покинет группу. На следующий день агентство Oh My Girl подтвердило, что новый мини-альбом планируется выпустить в ноябре. В ноябре было объявлено, что релиз будет отложен до января для «цели более полного альбома». 23 декабря 2017 года WM Entertainment объявила о возвращении Oh My Girl 9 января с их пятым мини-альбомом под названием Secret Garden.

## Трек-лист
| №                   | Название                    | Текст песни         | Музыка                                                   | Arrangement                                           | Длительность |
| ------------------- | --------------------------- | ------------------- | -------------------------------------------------------- | ----------------------------------------------------- | ------------ |
| 1.                  | «Secret Garden» (비밀정원)  | Seo Ji-eum          | Steven Lee Mayu Wakisaka Sean Alexander                  | Steven Lee                                            | 4:04         |
| 2.                  | «Love O'clock» (러브어클락) | Seo Ji-eum Mimi     | Andreas Öberg Maria Marcus                               | Maria Marcus                                          | 3:56         |
| 3.                  | «Butterfly»                 | Junebug Mimi        | Darren Smith Andreas Öberg Bo Riley Sean Alexander       | Darren "Baby Dee Beats" Smith Andreas Öberg Avenue 52 | 3:53         |
| 4.                  | «Sixteen» (열여섯)          | Seo Ji-eum          | David Anthony Sophie White Samuel Cramer Phoebe Jo Brown | David Anthony Samuel Cramer                           | 3:21         |
| 5.                  | «Magic»                     | MaFly ZNEE Mimi     | Andreas Öberg Skylar Mones Tiaan Williams                | Skylar Mones Andreas Öberg                            | 3:04         |
| Общая длительность: | Общая длительность:         | Общая длительность: | Общая длительность:                                      | Общая длительность:                                   | 18:21        |

## Чарты
| Чарты (2018)            | Высшая позиция |
| ----------------------- | -------------- |
| Республика Корея (Gaon) | 4              |
| США (Billboard)         | 12             |